# Cordiera humilis
Cordiera humilis är en måreväxtart som först beskrevs av Karl Moritz Schumann, och fick sitt nu gällande namn av Carl Ernst Otto Kuntze. Cordiera humilis ingår i släktet Cordiera och familjen måreväxter. Utöver nominatformen finns också underarten C. h. humilis.